# آرامگاه شیخ زین‌الدین

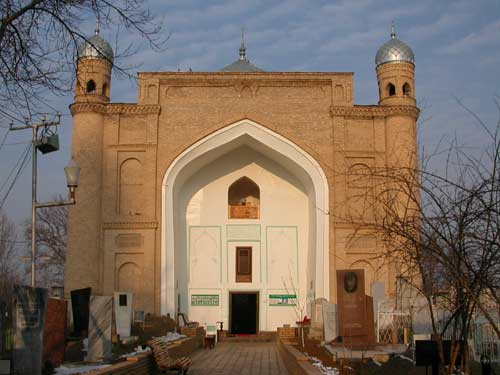
آرامگاه شیخ زین‌الدین

آرامگاه شیخ زین‌الدین، آرامگاه شیخ زین‌الدین بابا نویسنده و مروج سلسله صوفی سهروردیه است که در تاشکند ازبکستان واقع شده‌است. شیخ زین‌الدین پسر بنیانگذار فرقه سهروردیه، ابونجیب سهروردی (۱۰۹۷–۱۱۶۸) بود که برای انتشار افکار پدرش روانه تاشکند شد.
گفته می‌شود که شیخ زین‌الدین در قبرستان روستای عارفان آن سوی دروازه کوکچه (تاشکند امروزی) به خاک سپرده شد. یک حجره چله‌نشینی متعلق به قرن دوازدهم در مقبره وجود دارد که شیخ در آنجا مراقبه‌های ۴۰ روزه خود را انجام می‌داد.
این آرامگاه در سده شانزدهم ساخته شد و در اواخر سده نوزدهم بازسازی شد. ابعاد آن ۱۸*۱۶ متر و ارتفاع آن ۲۰٫۷ متر است.